# Berliner Frauenkongress 1896

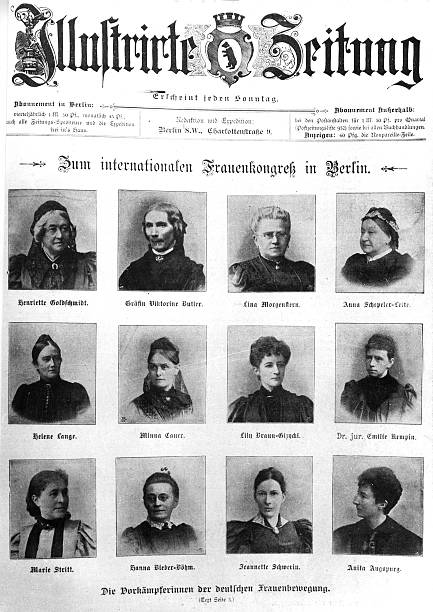
Berliner Illustrirte Zeitung vom 20. September 1896, mit Fotos einiger Frauen

Der Internationale Kongress für Frauenrechte und Frauenbestrebungen fand vom 19. bis 26. September 1896 in Berlin statt. Dort trafen sich über 1000 Teilnehmerinnen aus vielen europäischen Ländern und den USA.

## Geschichte
Die Frauenrechtlerin Lina Morgenstern hatte die Idee, erstmals einen großen internationalen Frauenkongress in Berlin während der Gewerbe-Ausstellung 1896 zu organisieren. Minna Cauer schrieb in einer öffentlichen Einladung:

„Zum ersten Male treten Deutschlands Frauen mit in die Reihe der Frauen anderer Länder, indem sie zu einer allgemeinen Zusammenkunft einladen, zum ersten Male haben sie den Mut, über ihre Arbeiten und Bestrebungen einen Gedankenaustausch mit anderen Ländern herbeizuführen. (...) 
Die Rechtsfrage, die Stellung der Frau im neuen bürgerlichen Gesetzbuch war es, welche auch zagende, schwankende und ängstliche Gemüter aufrüttelte (...) 

Berliner Frauen erließen die Einladung zu diesem Kongreß. Sie ging nicht von Vereinen aus, nicht von Deutschlands Frauen insgesamt, sondern von Frauen der Hauptstadt, welche meinten, daß angesichts der Gewerbeausstellung der Moment günstig sein dürfte, auch die Frauen einmal „tagen“ zu lassen.

Geleitet von dem Gedanken, daß bei einer solchen Aufforderung niemand unberücksichtigt gelassen werden dürfe, sandte man freundliche Einladungen an alle Führerinnen Deutschlands, welche Richtung sie auch angehören mochten, ebenfalls ohne Ausnahme an alle Führerinnen der anderen Länder. (...) 

Das ist der Zweck dieses Kongresses, daß die Frauen ihre Gedanken austauschen, ihre Arbeitsfelder sich gegenseitig vorführen, die Rechtstellung der Frau in den verschiedenen Ländern einander mitteilen, und somit ein Band edler und hoffentlich dauernder Beziehungen der einzelnen zu einander und der Länder untereinander hergestellt wird. (...)“

Es kamen über 1000 Frauen, vor allem aus Deutschland, sowie aus fast allen europäischen Ländern und den USA zusammen. Es gab zahlreiche Vorträge und Diskussionen zu den verschiedensten Themen, wie politische Frauenrechte, Bildung, soziale Tätigkeiten, Prostitution, Kleidermode und weitere.
Viele deutsche und ausländische Tageszeitungen und Zeitschriften berichteten über den Kongress.

## Teilnehmerinnen (Auswahl)
Zu den bekanntesten Teilnehmerinnen gehörten die Frauenrechtlerinnen Alice Salomon, Henriette Goldschmidt und Clara Zetkin und die italienische Reformpädagogin Maria Montessori. Weitere Referentinnen waren
Anita Augspurg, Anna Bauer, Hanna Bieber-Böhm, Ottilie von Bistram, Lily Braun, Elvira Castner, Minna Cauer, Bertha Delbanco, Luise Ey, Auguste Friedemann, Margarethe Hager, Agnes Herrmann, Laura Herrmann, Luise Jessen, Emilie Kempin, Rosa Marsits, Fanny Meißner-Diemer, Ella Mensch, Elisabeth Miessner, Natalie von Milde, Lina Morgenstern, Klara Müseler, Anna Plothow, Hermine von Preuschen-Telmann, Sera Prölß, Lydia Rabinowitsch-Kempner, Marie Raschke, Dora Rösler, Annie Salmon, Käthe Schirmacher, Therese Schlesinger-Eckstein, Rosalie Schoenflies, Jeanette Schwerin, Ulrike Stobbe, Anna Stock, Klara Strich, Marie Stritt, Barbe von Tarnofsky (Warwara Tarnowskaja) und weitere. Die 84-jährige Gräfin Viktorine von Butler-Haimhausen sandte ein Grußtelegramm.

## Nachwirkungen
Reformkleidung
Bereits wenige Wochen nach dem Frauenkongress gründete sich der Verein zur Verbesserung der Frauenkleidung. Dieser setzte sich sehr aktiv für die Verbreitung der praktischen Reformkleidung ein, die sich dann auch nach wenigen  Jahren in Deutschland langsam durchsetzen konnte. 
Lexikon deutscher Frauen der Feder
Sophie Pataky wurde durch den Kongress angeregt, ein Lexikon deutscher Frauen der Feder zusammenzustellen, in dem sie Angaben über etwa 5000 schreibende Frauen, ihre Werke und teilweise ihre Kurzbiographien aufnahm.
Dieses ist bis in die Gegenwart ein wichtiges Nachschlagewerk zu unbekannteren schreibenden Frauen aus dieser Zeit.